# Chariesthes rutila
Chariesthes rutila är en skalbaggsart som först beskrevs av Jordan 1894.  Chariesthes rutila ingår i släktet Chariesthes och familjen långhorningar.
Artens utbredningsområde är:
- Gabon.
- Sierra Leone.

Inga underarter finns listade i Catalogue of Life.